# ロックフェラーセンター・クリスマスツリー

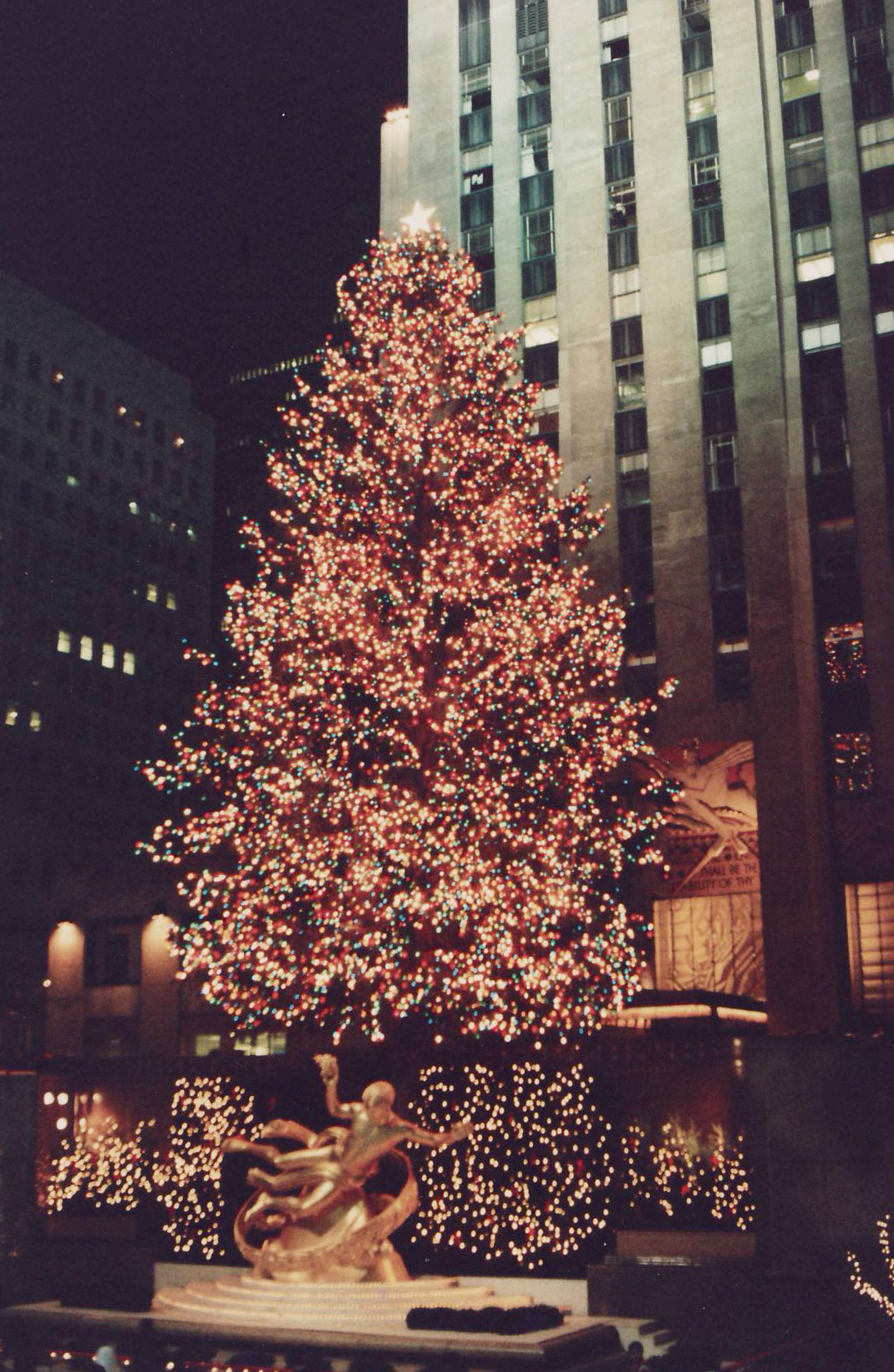
1987年12月のツリー。18,000の電球で飾られた高さ75 ftのオウシュウトウヒ。

ロックフェラーセンター・クリスマスツリーは、ニューヨーク市ミッドタウンマンハッタンのロックフェラーセンターに毎年冬に飾られる大きなクリスマスツリーである。このツリーは11月下旬または12月初旬、サンクスギビングデーの翌週の水曜日に設置・点灯される。近年ではこの点灯式がアメリカ全土に渡ってNBCの番組Christmas in Rockefeller Centerでライブ放送される。このツリーは通常は高さ69 - 100フィート (21 - 30 m)のオウシュウトウヒで、この行事は1993年から毎年行われている。このクリスマスツリーは翌年1月6日の公現祭まで飾りと明かりが付けられたまま設置される。ツリーの設置期間が終わると、建築木材などの様々な用途にリサイクルされる。

## 選別と飾り付け
多くのツリー候補は、篤志家によってロックフェラーセンターに寄贈される。ロックフェラーセンターの庭園部門のマネージャーだった故David Murbachはヘリコプターでコネチカット州、バーモント州、オハイオ州、アップステート・ニューヨーク、ニュージャージー州、さらにはオタワの上空からふさわしい木の探索を行っていた。現在、ツリーの探索はロックフェラーセンターの主任造園家のErik Pauzéによって行われている。ふさわしい木が見つかると、クレーンでその木を支えながら根元を切り離し、クレーンで大型望遠鏡用のトレーラーに積んでから、ロックフェラーセンターまで運ばれる。ロックフェラーセンター前の道を走ることのできるトレーラーの積み荷の長さの通常の制限は110フィート (34 m)であるが、この大型トレーラーは125フィート (38 m)の長さのものまで搭載することができるタイプのものである。
ロックフェラーセンターに設置する際は、4本の支線が木の中央に結びつけられ、支線の反対側はそれぞれ四方の地面に鉄のスパイクで打ち込まれる。装飾の取り付けの際は、足場が木の周りに設置され、作業者たちが全長5マイル (8.0 km)に付いた30,000の電飾を設置する。
2004年から使用されている木の頂上の星（"スワロフスキー・スター"）は直径9.5フィート (2.9 m)、重さ550ポンド (250 kg)のものである。これはドイツ人アーティストのMichael Hammersによって製作されたもので、彼は2009年に自身の星形照明アクセサリー製作会社を立ち上げている
。

## 歴史
ロックフェラーセンターの公式クリスマスツリーの伝統は1933年（30ロックフェラー・プラザの開業年）に始まったが、非公式のものはこれより二年早い、世界恐慌時のロックフェラーセンター建設中に始まっている。このとき、労働者たちは現在のものよりは幾分小さい20フィート (6.1 m)のバルサムモミの木を"クランベリーを連ねたもの、紙の花飾り、そしてスズ箔"で1931年のクリスマス・イヴに飾り付けたと、Daniel Okrentによるロックフェラーセンター史に記されている。また他の記録にもツリーが雷管のスズ箔で飾られたと記されている。1932年にはこの行事は行われなかった。
2007年からは電飾にLEDが採用され、より環境に優しくなった。その後、ツリーはハビタット・フォー・ヒューマニティ・ハウスの建設用木材として供給された。
ロックフェラーセンター・クリスマスツリーの過去で最も高かったツリーは全高100フィート (30 m)のCathy and Jim Thomsonによって育てられたトウヒの木で、1999年11月11日に立てられた。
2013年のロックフェラーセンター・クリスマスツリーの点灯式は12月4日に行われた。
過去のツリーの記録：
| 年     | 育った場所          | 木の種類         | 高さ    |
| ------ | ------------------- | ---------------- | ------- |
| 2013年 | シェルトン, CT      | オウシュウトウヒ | 76 ft   |
| 2012   | en:Flanders, NJ     | オウシュウトウヒ | 80 ft   |
| 2011   | en:Mifflinville, PA | オウシュウトウヒ | 74 ft   |
| 2010   | en:Mahopac, NY      | オウシュウトウヒ | 74 ft   |
| 2009   | en:Easton, CT       | オウシュウトウヒ | 76 ft   |
| 2008   | ハミルトン, NJ      | オウシュウトウヒ | 72 ft   |
| 2007   | シェルトン, CT      | オウシュウトウヒ | 84 ft   |
| 2006   | en:Ridgefield, CT   | オウシュウトウヒ | 88 ft   |
| 2005   | ウェイン,NJ         | オウシュウトウヒ | 74 ft   |
| 2004   | サファーン, NY      | オウシュウトウヒ | 71 ft   |
| 2003   | マンチェスター, CT  | オウシュウトウヒ | 79 ft   |
| 2002   | en:Bloomsbury, NJ   | オウシュウトウヒ | 76 ft   |
| 2001   | ウェイン,NJ         | オウシュウトウヒ | 81ft    |
| 2000   | en:Buchanan, NY     | オウシュウトウヒ | 80 ft   |
| 1999   | en:Killingworth, CT | オウシュウトウヒ | 100 ft* |
| 1998   | en:Richfield, OH    | オウシュウトウヒ | 75 ft   |
| 1997   | en:Stony Point, NY  | オウシュウトウヒ | 70 ft   |
| 1996   | アーモンク, NY      | オウシュウトウヒ | 90 ft   |
| 1995   | en:Mendham, NJ      | オウシュウトウヒ | 75 ft   |
| 1994   | en:Ridgefield, CT   | オウシュウトウヒ | 85 ft   |
| 1986   | ナニュエット,NY     | オウシュウトウヒ | 68 ft   |
| 1963   | en:Rockaway, NJ     | Bruce Fur, Veit  | 84 ft   |
| 1957   | en:Brighton, VT     | カナダトウヒ     | 67 ft   |

- *歴代で最も高かったツリー